# Обсада на Ла Рошел
Обсадата на Ла Рошел (на френски: Le Siège de La Rochelle) (1627 – 1628) е финалната фаза от войната между френската корона и хугенотите. Тя завършва с победа на крал Луи XIII и неговия пръв министър кардинал Ришельо и отмяна на военните и политически привилегии за хугенотите с едикта от Але.

## Хугенотите срещу краля
Падането на хугенотската крепост Ла Рошел е край на дългата епоха на френските религиозни войни. Те започват през 1562 г. и след много обрати и перипетии се водят почти без прекъсвания до 1598 г. Въпреки опустошителната Вартоломеева нощ, хугенотите съхраняват голяма част от силата си, както и броя си и през 1589 г. техният лидер Анри Наварски става крал. Той издава прочутия Нантски едикт, с който освен религиозни права неговите поддръжници получават около 50 крепости (наричани „сигурни места“). Там те могат да разполагат войски, да издигат фортификации и всъщност – да преговарят с външни сили за съюз. Хугенотите разполагат и с още около 100 града, както и със собствени земи (главно в Южна и Западна Франция). Те имат право да организират собствени събрания, на които да вземат решения със силата на закон. Така се появява тяхната „държава в държавата“, която вреди на страната и е унизителна за владетеля.
Едно от тези сигурни места е пристанищната крепост Ла Рошел. Тя получава такъв статут още с договора от Сен Жермен през 1570 г. Разположението ѝ на брега на Атлантическия океан, на скалист нос, заобиколена от солени езера, заливи и полуострови, както и близо до островите Ре и Олерон, я прави трудна за превземане. Същевременно оттам могат да се установят морски връзки с Англия и Обединените провинции – два от най-важните стожери на протестантството в Европа.
Немного след трагичната смърт на Анри IV хугенотите се събират в Сомюр. Там надделяват твърдолинейните, водени от Анри дьо Роан, които са готови на сблъсък с краля в името на правата си. Роан започва да сече монети със своя герб (т. нар. руани), а през 1621 г. свиква представители на всички френски протестанти в Ла Рошел. Луи ХІІІ изисква то да бъде разпуснато и след като получава отказ, атакува градовете на хугенотите.
Войните през 1621 – 22 и 1624 – 25 не довеждат до траен резултат. Откакто застава начело на държавата през 1624 г. кардинал Ришельо си поставя за задача веднъж завинаги да приключи с хугенотската автономия. За целта е достатъчно да се превземе Ла Рошел – истинска столица на размирните хугеноти.

## Ход на военните действия

### Първа английска експедиция. Битката за остров Ре
През 1625 г. са постигнати първите успехи срещу Ла Рошел – кралските войски завземат остров Ре, а флотът побеждава малка хугенотска ескадра близо до крепостта. На следващата година около Ла Рошел пристигат 20 000 войници. Това възбужда гнева на англичаните, с които Ришельо не е в добри отношения и те подготвят кораби на помощ на въстаниците. Начело застава херцог Бъкингам, чиято цел е по-мащабна от спасяването на Ла Рошел – да възбуди наново гражданските войни, за да отслаби Франция трайно. Кардиналът се заема енергично с отбраната, но се сблъсква с хроничния проблем на времето – недостига на пари. След негов апел богати семейства събират 4 млн. ливри, той самият добавя още 2 млн. Експедицията на Бъкингам отплава през юни 1627 г. и е внушителна – 98 кораба, от които 70 военни, 5 хил. войници. Луи ХІІІ и Ришельо незабавно напускат Париж, но по пътя кралят се разболява и оставя общата команда на кардинала.
На 20 юли англичаните достигат остров Ре, защитаван от маршал Тоара с 1000 бойци. Успяват да свалят войски на сушата и да блокират защитниците в малкото укрепление Сен Мартен. Скоро положението на французите става отчайващо и те призовават за помощ. Съобщението на Тоара е кратко: „Ако искате да спасите това място, изпратете ми кораби с провизии и войници преди 8 октомври. След това ще се наложи да се предам“.
Ришельо формира флотилия от 15 кораба, които на 7 септември успяват да доставят в Сен Мартен провизии, муниции и малко хора. При втората доставка на 7 октомври се завръзва морско сражение, но повечето френски кораби достигат целта. Въпреки това става все по-ясно, че е нужен смел план за прехвърлянето на повече хора. Маршал Шомберг, който командва обсадата оперативно, застава начело на 6 000 души и на 8 ноември слиза на острова. Уплашените англичани се принуждават да атакуват крепостта с последна надежда за успех, но са отблъснати. Общо англичаните губят 1500 войници и успяват да напуснат острова без повече жертви благодарение на късмета.

### Блокада на града
По време на битката за остров Ре силите на Ла Рошел започват открити военни действия против кралските войски. В града се противопоставят две фракции – умерените, които са за избягване на конфликта и подчиняване на короната (техен привърженик е и кметът) и крайните, които са за война. Крайните получават надмощие, когато в града се появява Бенжамен дьо Роан, херцог на Субиз. Той е брат на Анри дьо Роан и бързо настройва повечето граждани против примирението.
Междувременно в командния щаб пред Ришельо са представени две противоречащи си стратегии. Едната предвижда директна атака с непредвидим брой жертви и несигурен край. Другата залага на блокадата. Идеята е в морето пред града да се построи дига дълга километър и половина. Пред нея да се потопят стари кораби, над които да се поставят платформи с оръдия. Само една тясна пролука да се остави, защитавана от тази артилерия. Кралският флот също да патрулира наблизо. През зимата на 1627 – 1628 г. този план е осъществен и Ла Рошел се оказва блокирана отвсякъде, без достатъчно храна и провизии. Откъм сушата 4000 стоители изграждат 11 форта и 18 редута, а армията достига 30 000 души. Закупени са кораби от испанците и холандците.
Когато съдбата на Ла Рошел изглежда поставена на карта, Анри дьо Роан подготвя въстание в Лангедок, за да отклони част от обсадните войски. То не се развива добре, бързо е потушено от местните кралски сили и не попречва на обсадата. Междувременно от града изпращат един отряд да отвлече Ришельо от неговия щаб в замъка Пон дьо Пиер. Кардиналът обаче има шпиони, които го предупреждават и не е на мястото. Вместо него нападателите са посрещнати от мускетарска рота, която открива незабавен огън.

### Втора и трета английска експедиция
Със съгласието на Роан Англия се опитва да създаде коалиция с император Фердинанд ІІ, Савоя и Лотарингия. Вестите за този съюз стряскат Луи ХІІІ и въпреки продължаващите здравословни проблеми той идва при Ла Рошел, за да търси обяснения от Ришельо. Става ясно, че час по-скоро обсадата трябва да приключи. Само че тя отива към провал. Войските на краля се деморализират (стопили са се до 4000 души), а нападенията на защитниците стават все по-успешни. На 11 – 12 март 1628 г. е извършен несръчен опит за пробив в отбраната с помощта на взривове. Кардиналът лично наблюдава операцията и изпада в гневен пристъп.
През април англичаните изпращат нова ескадра на помощ на обсадените, които са стигнали до критично положение. Адмирал Уилям Филдинг пристига при дигата на 16 май и два дни изчаква на безопасно разстояние от оръдията. След това си заминава, с което тази английска намеса остава съвсем символична. Все пак за жителите на Ла Рошел има една последна надежда, която им дава увереност да се държат: говори се, че Бъкингам ще пристигне всеки момент със 150 кораба – огромна сила за онова време. Ненадейно той пада убит от своя подчинен Джон Фелтън (по лични причини). Въпреки това ексадрата пристига на 28 септември. Нейните 114 кораба нападат дигата на 3 октомври, изпращат запалителни кораби (брандери), обстрелват, но батареята на французите е станала твърде силна. Тя има такова огнево превъзходство, че дори кралят и кардиналът не се страхуват лично да присъстват и да ръководят отбраната. След два дни боеве започва буря, която принуждава англичаните да се оттеглят.

### Капитулация на Ла Рошел
Отблъскването на англичаните довежда ларошелци до отчаяние. В града и без това отдавна вилнее смъртта. Четиринадесет месеца хората нямат храна, всички домашни животни отдавна са изчезнали, както и плъховете. Вестниците от епохата съобщават за 23 000 загинали от глад и болести, накрая само 5000 са живите защитници. Парадоксално е, че след предаването на града над сто души умират от това, че започват да се хранят нормално.
На 28 октомври Жан Гитон, началник на войските, подписва безусловната капитулация на Ла Рошел. Два дни по-късно кралските сили влизат в града, а на 1 ноември пристига и Луи ХІІІ. Той проявява милост към нещастниците и наказва само шест от видните граждани със заточение. Имуществото на никого не е конфискувано. В града е обявена свобода на изповеданието, което означава, че отново може да има католическа общност. Една от църквите е обявена за католическа катедрала. Всякакви привилегии и право на самоуправление са премахнати, а вместо това кралят назначава свой представител за управник. Стените откъм сушата са сринати и Ла Рошел престава да бъде крепост. „Още много стени трябва да съборим, преди да постигнем целта си“, казва Ришельо на краля, имайки предвид оставащите в ръцете на хугенотите градове.

## Историческо значение
Превземането на Ла Рошел и последвалото потушаване на размириците в Лангедок е последната глава от религиозните войни във Франция. Оттук нататък хугенотите остават религиозно малцинство, но без претенции за политическа сила. Те вече са верни на короната и честно и съвестно служат на държавата. Ползват се с уважение и толерантност до отмяната на Нантския едикт от Луи ХІV през 1685 г.
Оценките на историците за значението на този епизод не се различават съществено. Още Жул Мишле и Ернест Лавис приемат, че това е първа стъпка към налагане на кралския абсолютизъм – „Ришельо смяташе, че всичко в държавата трябва да принадлежи на краля“, твърди Лавис. Това е общоприето мнение и сред българските историци: че победата над Ла Рошел е „една от най-важните стъпки към засилване на кралската власт“ и че е „едно от най-мащабните начинания на Ришельо“. Изглежда, това е водораздел във френската история и с него се отваря нова страница – на абсолютната монархия и на хегемония в Европа.